# 下宫村乡
下宫村乡，是中华人民共和国河北省张家口蔚县下辖的一个乡镇级行政单位。

## 行政区划
下宫村乡下辖以下地区：
下宫村、东庄头村、西庄头村、张庄村、苏贾堡村、苏邵堡村、苏田堡村、苏官堡村、上宫村、西杨家小庄村、留家庄南堡村、南马庄村、南绫罗村、李家绫罗村、筛子绫罗村、北绫罗村、浮图村、富家庄村、周家庄南堡村、周家庄北堡村、王家小庄村、孟家庄村、留家庄北堡村、果庄子村、中庄子村、芦家寨村、下战村、七井寺村和笊篱洼村。